# Minsk (cacciatorpediniere)
Il Minsk fu un cacciatorpediniere conduttore della Voenno-morskoj flot, entrato in servizio nel novembre 1938 come quarta unità della classe Leningrad.
Assegnato in forza alla Flotta del Baltico, il cacciatorpediniere prestò servizio nell'ambito del teatro del mar Baltico della seconda guerra mondiale, servendo in particolare durante l'evacuazione di Tallinn e come unità per l'appoggio di fuoco dei reparti a terra durante l'assedio di Leningrado; il 23 settembre 1941 finì affondato in un attacco aereo tedesco a Leningrado, ma fu riportato a galla nell'agosto 1942 e rimesso in servizio due anni più tardi. L'unità fu ritirata dal servizio attivo il 3 aprile 1958 e trasformata in nave bersaglio, finendo affondata in un'esercitazione a fuoco quello stesso anno nel Golfo di Finlandia.

## Storia

### Entrata in servizio e prime operazioni
Ordinata nell'ambito del secondo piano quinquennale del 1933, la nave fu impostata il 5 ottobre 1934 al Cantiere navale No. 190 (Zhdanov) di Leningrado con numero di scalo 471, venendo quindi varata il 6 novembre 1935 con il nome di Minsk in onore dell'omonima città all'epoca capitale della Repubblica Socialista Sovietica Bielorussa; la nave entrò quindi in servizio il 10 novembre 1938, venendo assegnata in forza alla Flotta del Baltico.
Nell'ottobre 1939 il cacciatorpediniere prese parte all'incruenta occupazione sovietica dell'Estonia. Dopo lo scoppio della "guerra d'inverno" tra Unione Sovietica e Finlandia il 30 novembre 1939, il Minsk e il suo gemello Leningrad bombardarono le difese costiere finlandesi sull'isola di Saarenpää, parte dell'arcipelago delle Isole Berëzovye, una prima volta il 10 dicembre e poi ancora tra il 30 dicembre e il 3 gennaio 1940; il solo Minsk bombardò nuovamente Saarenpää il 18 e il 19 dicembre. Nel settembre 1940 il cacciatorpediniere subì gravi danni dopo essere incappato in una violenta tempesta, e rimase in cantiere a Leningrado per le riparazioni fino al 17 giugno 1941.

### Azioni nel Baltico, 1941
Al momento dell'invasione tedesca dell'Unione Sovietica il 22 giugno 1941, il Minsk era di base a Tallinn come parte della 5ª Divisione cacciatorpediniere, e tra il 23 e il 27 giugno fornì protezione alle unità posamine sovietiche intente a stendere degli sbarramenti minai difensivi tra Hanko e Osmussaar all'entrata del Golfo di Finlandia; il 3 luglio lo stesso Minsk stese un campo minato a protezione degli approcci al porto di Tallinn.
Tra il 23 e il 27 agosto il cacciatorpediniere, divenuto nave di bandiera del contrammiraglio Yuri Aleksandrovich Panteleyev (capo di stato maggiore della Flotta del Baltico), bombardò le truppe tedesche arrivate in vista della stessa Tallinn, sparando 563 colpi con i suoi pezzi di grosso calibro; uno dei suoi cannoni fu messo fuori uso da una granata tedesca il 27 agosto. Nella notte tra il 27 e il 28 agosto le forze navali sovietiche diedero inizio all'evacuazione di Tallinn, e il Minsk rimase indietro a fornire fuoco di copertura fino alla partenza delle ultime unità la mattina seguente. Più avanti quello stesso 28 agosto, mentre era in rotta per Leningrado attraverso il Golfo di Finlandia, uno dei paramine del Minsk fece detonare un ordigno: l'esplosione danneggiò lo scafo e causò un allagamento in tre compartimenti, obbligando l'unità ad ancorarsi per la notte e il contrammiraglio Panteleyev a trasferire la sua insegna sul Leningrad. Il Minsk giunse poi a Kronštadt il giorno seguente.
Il 30 agosto 1941 il Minsk fu assegnato a una forza navale incaricata di fornire fuoco di copertura alle truppe sovietiche dislocate nella zona di Kronštadt e Oranienbaum, insieme alle navi da battaglia Oktjabr'skaja Revoljucija e Marat, all'incrociatore Kirov e a cinque cacciatorpediniere. Il 23 settembre il gruppo finì sotto un massiccio attacco di bombardieri in picchiata tedeschi Junkers Ju 87 del Sturzkampfgeschwader 2 mentre si trovava all'ancora a Kronštadt: il Minsk fu colpito in successione da tre bombe da 100 kg, le quali immobilizzarono l'unità appiccarono un incendio e causarono un parziale affondamento dello scafo; il cacciatorpediniere andò alla deriva fino a finire con l'incagliarsi di poppa nei pressi del faro di Leningrado, anche se alcuni rimorchiatori intervennero poi per trainarlo nel porto. Più avanti quello stesso giorno altri danni all'unità furono causati dall'esplosione di una grossa bomba a 40 metri di distanza dallo scafo immobile; il Minsk affondò in acque basse quella stessa notte.

### Destino finale
Il cacciatorpediniere fu riportato a galla nell'agosto 1942, ricevendo delle riparazioni di emergenza presso il cantiere navale di Kronštadt per poi trasferirsi con le sue stesse macchine al cantiere navale No. 190 il 9 novembre seguente per essere sottoposto ai lavori definitivi. Il Minsk fu ufficialmente rimesso in servizio il 22 giugno 1943, anche se i lavori di riparazione non furono completati fino al 28 agosto 1944.
La nave continuò a servire operativamente in forza alla Flotta del Baltico fino al 31 luglio 1951, quando fu declassato a nave scuola
per l'istituto di ingegneria navale di Leningrado; trasformata in nave scuola statica l'8 aprile 1953, l'unità fu rinominata Chorokh il 13 dicembre 1954 e quindi UTS-14 il 27 dicembre 1956. La nave fu radiata dai registri navali sovietici il 3 aprile 1958, e il 22 aprile fu convertita in nave bersaglio per le esercitazioni di fuoco della flotta; lo scafo fu affondato più avanti quello stesso anno durante dei test missilistici nei pressi dell'isola di Maly Tyuters nel Golfo di Finlandia.